# 格拉德斯通 (伊利諾伊州)
格拉德斯通（英語：Gladstone）是位於美國伊利諾伊州亨德森縣的一個村落。

## 地理
格拉德斯通的座標為40°51′52″N 90°57′32″W / 40.86444°N 90.95889°W，而該地最高點為海拔高度167米（即548英尺）。

## 人口
根據2010年美國人口普查的數據，格拉德斯通的面積為1.01平方千米，當中陸地面積為1.01平方千米，而水域面積為0.00平方千米。當地共有人口281人，而人口密度為每平方千米278人。